# Glad All Over (chanson des Dave Clark Five)
Pour les articles homonymes, voir Glad All Over.
Singles de Dave Clark Five
Do You Love Me
(1963) Bits and Pieces
(1964)
Glad All Over est une chanson des Dave Clark Five, écrite par Dave Clark (en) et Mike Smith (en) et parue en 1963.
Il s'agit du principal succès du groupe. En effet, la chanson occupe la tête des classements britanniques pendant 2 semaines, du 16 au 29 janvier 1964, détrônant I Want to Hold Your Hand des Beatles. Profitant de la British Invasion initiée par les Beatles aux États-Unis, Glad All Over est le premier morceau d'un groupe britannique autre que les Beatles à s'imposer outre-Atlantique, allant jusqu'à occuper la sixième place des classements lors de la semaine du 25 avril 1964.
Il est aussi classé no 1 en Irlande, no 2 au Canada, no 3 en Australie, no 4 aux Pays-Bas et no 16 en Allemagne. Il s'agit pour l'année 1964 du deuxième single le plus vendu au Royaume-Uni, derrière Can't Buy Me Love des Beatles. Ses ventes pendant un mois et demi, à la fin de 1963 en font le 58e morceau le plus vendu de l'année, et près d'un million d'exemplaires sont vendus à la fin de 1964.
En France Vic Laurens en fait une adaptation ( Le vrai bonheur) en automne 1963, sous label Mercury.

## Structure musicale
Le chant principal est assuré par Mike Smith, auquel les autres membres répondent en chœur dans un style d'appel-réponse ("I'm glad all over/Glad all over", "Cause I'll always be true/Always be true"), soutenus par une ligne de saxophone omniprésente. Mais la principale caractéristique du morceau réside dans sa piste de batterie, dont le rythme soutenu et le son lourd ont donné naissance au "Tottenham Sound" présent dans d'autres morceaux du groupe (Bits and Pieces...).